# Gare de Romans-Bourg-de-Péage
Gare de Romans-Bourg-de-Péage – stacja kolejowa w Romans-sur-Isère, w departamencie Drôme, w regionie Owernia-Rodan-Alpy, we Francji. Obsługuje również Bourg-de-Péage. Znajduje się na linii Valence-Moirans. Jest obsługiwana przez pociągi TER Rhône-Alpes.